# Axle Whitehead
Alexander "Axle" Whitehead (Melbourne; 16 de diciembre de 1980) es un cantante, músico y actor australiano, conocido por haber interpretado a Liam Murphy en la serie Home and Away.

## Biografía
Whitehead creció en la granja de su familia en Victoria, Australia. Su padre es un agricultor y su madre siempre lo llevaba junto a sus dos hermanos mayores a todo tipo de espectáculos musicales en vivo.
Se mudó a Melbourne para asistir a la prestigiosa Victorian College of the Arts (VCA) y estudiar música. 
En 2010 sufrió quemaduras en un brazo, hombro y pecho mientras se encontraba trabajando en su Corvette Vintage. Fue llevado al hospital luego de que su moto se recalentara y al abrir la tapa del radiador fuera rociado con agua hirviendo. Es muy buen amigo de la actriz Ruby Rose.
También es buen amigo de la actriz australiana Lisa Gormley.
Whitehead salió con Katrina Peden, pero la relación terminó pocos días antes del incidente durante los premios Arias en el 2006.
En junio del 2012 comenzó a salir con la actriz Samara Weaving, pero la relación terminó a finales de agosto del mismo año, aunque seguían siendo buenos amigos.
Desde el 2013 sale con Liezl Carstens, la pareja anunció en abril del 2020 que se habían comprometido.

## Carrera

### Televisión
En el 2003 Whitehead participó en la primera temporada del concurso de música Australian Idol. Después de que su participación en ese programa terminara, fue contratado para ser el presentador de Video Hits, donde trabajó desde el 2004 hasta el 1 de noviembre de 2006. En el 2008 regresó de nuevo a Australian Idol pero está vez como invitado para promocionar su álbum.
En el 2004, participó en la serie The Secret Life of Us y en la película Ned Kelly.
Luego, se convirtió en el rostro de la marca de ropa Marcs. 
En el 2009 se convirtió en el presentador del programa The World's Strictest Parents, y su canción "Way Home" fue usada para los anuncios. La serie se basa en que adolescentes rebeldes y problemáticos son enviados al extranjero a vivir con una familia estricta para que cambien su mal comportamiento. Ese mismo año, fue anunciado como el nuevo Cleo Bachelor of the Year, ganándole a otros actores, deportistas y personalidades.
Después de tomar clases de actuación por 18 meses, Whitehead audicionó para obtener un rol en la exitosa serie australiana Home and Away, a la cual se unió el 5 de marzo de 2009 interpretando al músico Liam Murphy, hasta el 3 de abril de 2013, después de que su personaje decidiera irse de la bahía luego de darse cuenta de que ya no había nada para él ahí después de su divorcio y de haber sido despedido de su trabajo por robar.
El 19 de julio de 2014 se anunció que se uniría al elenco de la serie estadounidense Shameless.
Durante 2016 aparece como invitado en varios episodios de la tercera y cuarta temporada de la serie estadounidense de la cadena ABC Agents of S.H.I.E.L.D., dando vida al inhumano J.T. James / Hellfire, quien tiene el poder de imbuir fuego en diversos objetos.

### Música
Su canción de debut "I Don't Do Surprises" fue lanzada en la radio durante enero de 2008 y debutó en el número ocho en el Aria Charts en Australia el 17 de marzo del mismo año. El 25 de agosto de aquel año puso a la venta el álbum "Losing Sleep", el cual debutó en el Australian Top 100 Albums Chart ocupando la posición 68.
Sin embargo las canciones "Anywhere" y "Satellite" no pudieron entrar en el Top 50.
En 2004, Whitehead participó en la canción "Scatbox", de Joel Turner, y en 2005 en "Silent Night", de The Axle Whitehead Band. 
En noviembre de 2006 fue despedido de Video Hits, después de exponerse a sí mismo en el escenario el 29 de octubre durante los premios ARIAS, mientras se encontraba presentado un premio. Luego simuló estarse masturbando con el premio ARIA mientras los ganadores se dirigían al escenario.

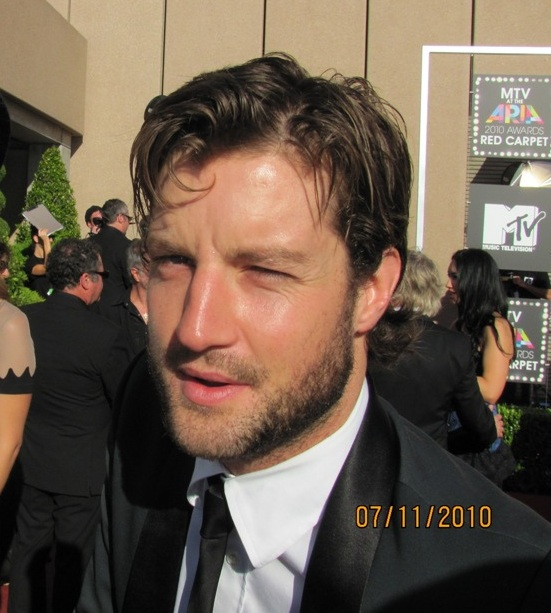
Axle Whitehead en 2010.

## Filmografía

### Televisión
| Año         | Título                     | Personaje             | Notas                                             |
| ----------- | -------------------------- | --------------------- | ------------------------------------------------- |
| 2016 - 2017 | Agents of S.H.I.E.L.D.     | J.T. James / Hellfire | 7 episodios                                       |
| 2015        | The Doctor Blake Mysteries | Len Webster           | Episodio: "Room Without a View"                   |
| 2015        | Shameless                  | Davis                 | 5 episodios                                       |
| 2009 - 2013 | Home and Away              | Liam Murphy           | 682 episodios                                     |
| 2004        | The Secret Life of Us      | Joven en el bar       | Episodio: "The Truth About Cats and Dogs: Part 1" |

### Cine
| Año  | Título            | Personaje  | Notas                                                                                               |
| ---- | ----------------- | ---------- | --------------------------------------------------------------------------------------------------- |
| 2016 | Brock             | Colin Bond | Junto a Matthew Le Nevez, Ella Scott Lynch, Brendan Cowell, Natalie Bassingthwaighte y Steve Bisley |
| 2015 | Run               | Bartender  | Cortometraje; junto a Alexandra Davies, Martin Dingle Wall, Tobin Bell y Carter Roy                 |
| 2010 | Storm in a Teacup | Edward     | Junto a Greg Eccleston y Jane E. Seymour                                                            |
| 2010 | We of the Walls   | Mr. Lester | Junto a Jasper Bagg, Tom McCathie y Pascal Mercay                                                   |

### Apariciones
| Año         | Título                        | Notas                                                      |
| ----------- | ----------------------------- | ---------------------------------------------------------- |
| 2009        | The World's Strictest Parents | Presentador                                                |
| 2009        | Sunrise                       | Episodio del 18 de diciembre de 2009                       |
| 2009        | Telethon                      | Episodio del 4 de octubre de 2009                          |
| 2008        | Mornings with Kerri-Anne      | Intérprete invitado; episodio del 22 de septiembre de 2008 |
| 2003 - 2008 | Australian Idol               | 6 episodios; participante e invitado                       |
| 2004 - 2006 | Video Hits                    | Presentador                                                |
| 2006        | 9am with David & Kim          | Episodio del 22 de septiembre de 2006                      |
| 2006        | Australia's Brainiest Kid     | Episodio: "Australia's Brainiest TV Star"                  |
| 2005        | Good Morning Australia        | Episodio del 16 de diciembre de 2005                       |

## Premios y nominaciones
| Año  | Categoría                                       | Premio                  | Trabajo nominado | Resultado |
| ---- | ----------------------------------------------- | ----------------------- | ---------------- | --------- |
| 2011 | Best Daytime Star                               | Inside Soap Award       | Home and Away    | Nominado  |
| 2010 | The So-Fresh-And-So-Clean Soap Star of The Year | Dolly Teen Choice Award | Home and Away    | Nominado  |
| 2010 | Most Popular Actor                              | Silver Logie Award      | Home and Away    | Nominado  |
| 2009 | Cleo Bachelor of the Year                       | -                       | -                | Ganador   |